# El puerto E.P.
El puerto E.P. es un EP del músico español Enrique Bunbury. Fue anunciado por primera vez en un comunicado por parte de Bunbury en mayo de 2021, después del retraso de su gira por las restricciones de los aforos por la pandemia del coronavirus. Fue publicado por Warner Music Spain el 10 de diciembre de 2021.

## Lista de canciones
| N.º   | Título                                   | Escritor(es)               | Duración |  |
| 1.    | «El triste»                              | Roberto Cantoral           | 4:13     |  |
| 2.    | «El ritual del alambre»                  | Enrique Bunbury Leiva      | 3:37     |  |
| 3.    | «Antes de desayunar»                     | Bunbury Robert Castellanos | 3:47     |  |
| 4.    | «Un hombre en el espacio» (versión 2021) | Bunbury                    | 5:27     |  |
| 5.    | «Despropósitos»                          | Bunbury Guillermo Martín   | 3:36     |  |
| 20:43 |                                          |                            |          |  |